# Powszechna Spółdzielnia Spożywców w Sanoku
Powszechna Spółdzielnia Spożywców "Sanok" – największa sieć sklepów osiedlowych w Sanoku. Asortyment sklepów to przede wszystkim artykuły spożywcze i chemiczne. Jest najstarszą zinstytucjonalizowaną firmą handlowo-produkcyjną na terenie Sanoka.

## Historia
Firma powstała 29 października 1937 jako robotnicza spółdzielnia pod nazwą Spółdzielnia Spożywców "Jedność" w Sanoku. Statut założycielski został zatwierdzony 28 marca 1938 przez Związek Spółdzielni Spożywców R.P. "Społem" w Warszawie. W tym samym roku uruchomiono przy ulicy Kazimierza Lipińskiego pierwszy sklep branży spożywczej. Od 1940 firma działała pod nadzorem Centrali Handlowej Związku Spółdzielni Spożywców Społem w Warszawie. Od 1942 Zastępstwem Banku Społem kierował w Sanoku Władysław Szombara, który był jego założycielem. W 1943 pod szyldem "Jedność" działały w Sanoku trzy sklepy i octownia. Przy obecnej ul. Żwirki i Wigury od 1941–1944 działała utworzona przez Niemców polska szkoła handlowa "Polnische Offentliche Handelsschule". W latach 1944–1945 uruchomiono piekarnię i otworzono dwa sklepy z zakładem masarskim. W wyniku połączenia ze spółdzielnią "Podhalanka" i przejęciu Spółdzielni przemysłu naftowego "Szczęść Boże" poszerzono branże. W 1949 przekształcono Spółdzielnię "Jedność" w Powszechną Spółdzielnię Spożywców. 
Do 1979 bazę przedsiębiorstwa tworzyła sieć 81 sklepów (w tym 62 spożywcze), 36 zakładów gastronomicznych, 26 bufetów i kiosków, 3 piekarnie, ciastkarnia, wytwórnia wód gazowanych, rozlewnia piwa, 2 ośrodki Praktyczna Pani, Spółdzielczy Dom Handlowy i Pewex. Placówki handlowo-gastronomiczne zlokalizowane były wówczas od Beska po Ustrzyki Górne.
W 2008 PSS „Społem” Sanok otrzymała Nagrodę Burmistrza Miasta Sanoka za rok 2007.
Na sieć handlową w 2020 składa się 16 sklepów oraz dwa zakłady produkcyjne: ciastkarnia oraz piekarnia. Sieć handlowa działa pod szyldem PSS Sanok.